# Dominik Kozma
Dominik Kozma (* 10. April 1991 in Dunfermline, Vereinigtes Königreich) ist ein ehemaliger ungarischer Schwimmer. Bei Weltmeisterschaften erschwamm er eine Bronzemedaille. Bei Europameisterschaften gewann er auf der 50-Meter-Bahn viermal Bronze, auf der 25-Meter-Bahn erkämpfte er einmal Bronze.

## Karriere
Der 1,93 Meter große Dominik Kozma schwamm für Kőbánya SC  aus Budapest.

### Die Jahre bis zur zweiten Olympiateilnahme 2012
Kozma belegte bei den Junioreneuropameisterschaften 2008 den vierten Platz über 200 Meter Lagen. Über 50 Meter Freistil erreichte er den achten Platz. Wenige Tage später schwamm die ungarische 4-mal-200-Meter-Freistilstaffel bei den Olympischen Spielen in Peking in der Besetzung Gergő Kis, Tamás Kerékjártó, Dominik Kozma und Norbert Kovács die 13. Vorlaufzeit, für eine Finalteilnahme hätte die Staffel drei Sekunden schneller sein müssen.
2009 siegte Kozma bei den Junioreneuropameisterschaften über 50 Meter Freistil und wurde Zweiter über 200 Meter Lagen. Mit der 4-mal-100-Meter-Lagenstaffel wurde er Dritter und mit der 4-mal-200-Meter-Freistilstaffel Vierter. Ende 2009 trat Kozma bei den Kurzbahneuropameisterschaften 2009 an, seine beste Platzierung war der 25. Platz über 200 Meter Freistil.
2010 war Budapest Gastgeber der Europameisterschaften. Die 4-mal-100-Meter-Freistilstaffel erreichte in der Besetzung Dominik Kozma, Krisztián Takács, László Cseh und Balázs Makány den sechsten Platz. Nachdem Kozma bei seinen drei Einzelstarts im Vorlauf oder im Halbfinale ausgeschieden war, belegte die 4-mal-100-Meter-Lagenstaffel den siebten Platz mit Ádám Szilágyi, Dániel Gyurta, Péter Hős und Dominik Kozma. Kozmas beste Platzierung bei den Kurzbahneuropameisterschaften in Eindhoven war der elfte Rang im Halbfinale über 50 Meter Freistil.
Bei den Weltmeisterschaften 2011 in Shanghai belegte Kozma den 19. Platz über 50 Meter Freistil. Ende 2011 bei den Kurzbahneuropameisterschaften in Stettin erreichte Kozma sowohl über 50 Meter Freistil als auch über 100 Meter Freistil den achten Platz.
Im Mai 2012 fanden die Europameisterschaften in Debrecen statt, womit Ungarn zum dritten Mal in sechs Jahren Gastgeberland war. Zum Auftakt erreichte die 4-mal-100-Meter-Freistilstaffel mit Dominik Kozma, László Cseh, Péter Bernek und Krisztián Takács den sechsten Platz. Über 200 Meter Freistil gewann der Deutsche Paul Biedermann mit 0,42 Sekunden Vorsprung vor dem Franzosen Amaury Leveaux. 0,03 Sekunden hinter Levaux wurde Kozma Dritter mit 0,03 Sekunden Vorsprung vor dem zweiten Deutschen Tim Wallburger. Über 100 Meter Freistil schlug Kozma als Fünfter an, 0,04 Sekunden hinter dem drittplatzierten Rumänen Norbert Trandafir. Die 4-mal-200-Meter-Freistilstaffel mit Dominik Kozma, Gergő Kis, Péter Bernek und László Cseh erschwamm die Bronzemedaille hinter den Deutschen und den Italienern. Ebenfalls Bronze gewann die 4-mal-100-Meter-Lagenstaffel mit Péter Bernek, Dániel Gyurta, László Cseh und Dominik Kozma, hier siegten die Italiener vor den Deutschen. Zwei Monate später trat Kozma bei den Olympischen Spielen in London in drei Disziplinen an. Über 200 Meter Freistil fehlten ihm als Zehntschnellstem des Halbfinales 0,14 Sekunden für die Finalteilnahme. Die 4-mal-200-Meter-Freistilstaffel mit Kozma, Cseh, Bernek und Kis erreichte den achten Platz. Die 4-mal-100-Meter-Lagenstaffel mit Cseh, Gyurta, Bence Pulai und Kozma erkämpfte den fünften Platz mit anderthalb Sekunden Rückstand auf die Medaillen.

### Die Jahre bis zur dritten Olympiateilnahme 2016
Ende 2013 erreichte Kozma bei den Kurzbahneuropameisterschaften in Herning den neunten Platz über 50 Meter Freistil und den siebten Platz über 100 Meter Freistil. Über 200 Meter Freistil siegten mit Danila Isotow und Nikita Lobinzew zwei Russen. Eine Sekunde hinter Lobinzew schlugen mit dem Italiener Filippo Magnini und Dominik Kozma zwei Schwimmer zeitgleich an und erhielten beide eine Bronzemedaille.
2014 bei den Europameisterschaften in Berlin wurde Kozma Vierter über 200 Meter Freistil mit 0,13 Sekunden Rückstand auf den drittplatzierten Franzosen Yannick Agnel. Über 100 Meter Freistil wurde Kozma Sechster. In der 4-mal-100-Meter-Lagenstaffel siegten die Briten vor den Franzosen, dahinter erreichten Cseh, Gyurta, Pulai und Kozma als Dritte das Ziel vor dem deutschen Quartett. Ende 2014 bei den Kurzbahnweltmeisterschaften in Doha verfehlte Kozma als Vierter über 200 Meter Freistil die Bronzemedaille um 0,16 Sekunden.
Anderthalb Jahre später bei den Europameisterschaften 2016 in London wurde die 4-mal-100-Meter-Freistilstaffel mit Péter Holoda, Krisztián Takács, Richárd Bohus und Dominik Kozma Fünfte. Die 4-mal-200-Meter-Freistilstaffel mit Dominik Kozma, Gergő Kis, Ádám Telegdy und Péter Bernek erreichte den siebten Platz. Die 4-mal-100-Meter-Mixed-Freistilstaffel mit Richárd Bohus, Dominik Kozma, Dalma Sebestyén und Ajna Késely wurde Fünfte. Zweieinhalb Monate später bei den Olympischen Spielen in Rio de Janeiro wurde sowohl die ungarische 4-mal-100-Meter-Freistilstaffel als auch die 4-mal-200-Meter-Freistilstaffel im Vorlauf disqualifiziert. Kozma trat auch über 100 Meter Freistil an und schied als 26. der Vorläufe aus. Über 200 Meter Freistil erreichte Kozma das Halbfinale und wurde 15.

### Die Jahre bis zur vierten Olympiateilnahme 2020
2017 bei den Weltmeisterschaften in Budapest siegte die 4-mal-100-Meter-Freistilstaffel aus den Vereinigten Staaten vor den Brasilianern. Dahinter erreichten Dominik Kozma, Nándor Németh, Péter Holoda und Richárd Bohus als Dritte das Ziel. Über 200 Meter Freistil schlug Kozma als Sechster an mit 0,31 Sekunden Rückstand auf den Drittplatzierten. Über 100 Meter Freistil und mit der 4-mal-200-Meter-Freistilstaffel schied Kozma im Vorlauf aus. Die 4-mal-100-Meter-Lagenstaffel mit Richárd Bohus, Daniel Gyurta, Kristóf Milák und Dominik Kozma erreichte den siebten Platz. Die ungarische 4-mal-100-Meter-Mixed-Freistilstaffel mit Kozma, Bohus, Zsuzsanna Jakabos und Evelyn Verrasztó erschwamm den sechsten Platz. Ende 2017 bei den Kurzbahneuropameisterschaften in Kopenhagen wurde Kozma Fünfter mit der 4-mal-50-Meter-Freistilstaffel und Sechster über 100 Meter Freistil.
2018 bei den Europameisterschaften in Glasgow erreichte die 4-mal-100-Meter-Freistilstaffel mit Nándor Németh, Dominik Kozma, Péter Holoda und Richárd Bohus den vierten Platz. Die Lagenstaffel wurde Fünfte, hier war Kozma nur im Vorlauf eingesetzt worden. In der 4-mal-100-Meter-Mixed-Freistilstaffel erreichten Nándor Németh, Dominik Kozma, Zsuzsanna Jakabos und Evelyn Verrasztó den sechsten Rang.
Im März 2019 wurde Kozma ungarischer Meister über 200 Meter Freistil. Bei den Weltmeisterschaften 2019 in Gwangju belegte Kozma den siebten Platz mit der 4-mal-100-Meter-Freistilstaffel und über 200 Meter Freistil.
Nach der Unterbrechung durch die COVID-19-Pandemie wurde die ungarische 4-mal-100-Meter-Freistilstaffel bei den Europameisterschaften 2021 in Budapest Vierte in der Besetzung Nándor Németh, Szebasztián Szabó, Richárd Bohus und Kristóf Milák. Kozma und Holoda waren im Vorlauf eingesetzt worden. In der 4-mal-200-Meter-Freistilstaffel trat Kozma ebenfalls im Vorlauf an, die Staffel erreichte als Vorlaufzehnte aber nicht den Endlauf. Ebenfalls 2021 ausgetragen wurden die Olympischen Spiele in Tokio. Über 200 Meter Freistil schied Kozma als 30. der Vorläufe aus. Die ungarische 4-mal-200-Meter-Freistilstaffel mit Balázs Holló, Gábor Zombori, Dominik Kozma und Richárd Márton wurde nach einem Frühstart von Kozma disqualifiziert.